# Chitagá
Chitagá es un municipio colombiano ubicado en el departamento de Norte de Santander. Su población es de 11.468 habitantes, altitud: 2.350 m s. n. m., su clima es frío. Pertenece a la región sur-occidental del departamento y a su vez a la Provincia de Pamplona.

## División Político-Administrativa
El municipio de Chitagá está dividido en un casco urbano y diez corregimientos, además de una amplia zona rural compuesta por más de 60 veredas, que representan la base productiva y cultural del territorio.

### Corregimientos
1. Presidente
2. Capitán Largo
3. La Laguna
4. La Chorrera
5. La Quinta
6. Tabacal
7. Bajo Grande
8. Guaduas
9. Mesa Rica
10. Santa Ana

Cada corregimiento cuenta con su propia identidad cultural y económica, siendo centros clave para la producción agropecuaria, especialmente en cultivos como papa, durazno, frutas de clima frío y crianza de ganado y trucha.

### Veredas
Las veredas de Chitagá se encuentran distribuidas en zonas de páramo, bosque y zonas intermedias. Algunas de las más reconocidas incluyen:
- El Volcán
- El Hato
- El Oso
- El Mortiñal
- El Chopo
- El Carrizal
- El Cobre
- El Salado
- La Esperanza
- La Vega
- Las Mercedes
- Alto Grande
- Las Palmeras
- El Triunfo
- El Pino
- Curalito   (entre otras)

Estas veredas no solo aportan a la economía local, sino que también conservan muchas de las tradiciones culturales y religiosas de la región. Varios proyectos de desarrollo rural se han enfocado en mejorar la conectividad y el acceso a servicios básicos en estas zonas.

## Historia
Del trabajo histórico que Alfonso Cabrera Reyes realiza sobre Chitagá se tomó el siguiente relato: "Sobre las laderas del Páramo del Almorzadero, se extiende el último municipio de Norte de Santander hacia el sur, limitando con Santander y Boyacá. En estas tierras, antes del arribo conquistador, residían los aborígenes Chitagaes, al decir de Luis Efraín Gómez Leal en su obra", Historia de los Chitareros" (1917 Fondo Arciniégas). Los chitareros hacían parte del árbol Caribe Atlante o del Quechua, que habitaron los Andes.
El Obispo Lucas Fernández de Piedrahíta en sus apuntes (" Historia General" - 1941), señala que los dominios chitareros se extendían entre las tierras de Tunja y Mérida. Baltasar de Balhermoso, fue el primer "encomendero" de los indios de Chitagá. Con la mitad de sus moradores, quienes fueron puestos más tarde en cabeza del capitán Francisco Sánchez por Real Provisión del 7 de octubre de 1550. En el Título de la Audiencia, del 19 e enero de 1551, al capitán Antonio de Segovia le fueron encomendados los indios de Chitagá, que debía poseer conjuntamente con el capitán Sánchez.
En las elecciones regionales de 2023, Yorman Suárez Hormaza fue elegido alcalde del municipio de Chitagá para el periodo 2024–2027, respaldado por la coalición Chitagá Nos Une, con un amplio respaldo del 65,76 % de los votos.
Ingeniero de profesión y líder comprometido con las raíces de su municipio, ha centrado su gestión en estar cerca de la comunidad, promoviendo proyectos que beneficien directamente a los sectores rurales, culturales y sociales de Chitagá. Su estilo de gobierno ha sido reconocido por su apertura al diálogo con los ciudadanos, el impulso a la infraestructura local, el fortalecimiento de la cultura tradicional y el apoyo permanente a las ferias, eventos y manifestaciones que exaltan el orgullo chitaguense.
A través de alianzas con entidades locales y regionales, ha desarrollado estrategias de seguridad, atención al riesgo y desarrollo económico, reflejando una administración activa y participativa al servicio de su gente.

## Economía
La economía de Chitagá está ampliamente respaldada por el sector agropecuario. La papa es el cultivo predominante —representando cerca del 60 % de la producción agrícola—; otros productos importantes incluyen el durazno, hortalizas, frutales (como curuba, fresa, tomate de árbol) y piscicultura, destacándose la cría de trucha arcoíris 
.
Reconociendo la volatilidad del mercado de la papa, las autoridades locales han impulsado la diversificación agrícola hacia cultivos con mayor valor agregado como aguacate Hass, arándanos y limón Tahití, además de promover la tecnificación del campo mediante maquinaria moderna y la creación de un centro de acopio que reduzca intermediarios 
. La floricultura también está emergiendo como una oferta económica complementaria mediante iniciativas en invernaderos 
.En ganadería, se destaca la producción de carne y leche de ganado bovino, así como cría de porcinos, caprinos y aves de corral. La piscicultura —especialmente de trucha— también aporta a la actividad económica local 

El entorno institucional ha fortalecido la economía rural mediante inversiones en infraestructura educativa, tecnológica y de salud. Proyectos recientes incluyen el transporte escolar rural, comedores escolares, zonas Wi‑Fi, gestión del riesgo y la construcción de un hospital municipal, lo que contribuye al bienestar y desarrollo productivo de la comunidad

## Festividades
Chitagá es un municipio con profundas raíces religiosas y culturales, y a lo largo del año celebra diversas festividades que reflejan el fervor de su gente, su identidad campesina y la tradición heredada de generaciones.

### 1. Fiesta de San Antonio de Padua (13 de junio)
Es la celebración religiosa más importante del municipio. San Antonio es el patrono de Chitagá, y su fiesta convoca a miles de fieles de la región. Durante varios días se realizan procesiones, misas solemnes, novenas, ferias artesanales, verbenas populares, actos culturales y fuegos pirotécnicos, que llenan las calles de color y devoción. También es común que esta fecha se acompañe con encuentros musicales y gastronómicos.

### 2. Semana Santa
Chitagá vive la Semana Santa con gran recogimiento. Las procesiones nocturnas, la dramatización del viacrucis y los actos litúrgicos tradicionales movilizan a toda la comunidad, especialmente en el casco urbano y en corregimientos como Presidente y Capitán Largo. La representación de la Pasión de Cristo en vivo, con participación de jóvenes y adultos, es uno de los momentos más conmovedores.

### 3. Ferias y Fiestas (Agosto)
En el mes de agosto se celebran las Ferias y Fiestas Municipales, una mezcla entre cultura, recreación, turismo y tradición. Estas incluyen desfiles, cabalgatas, reinado veredal, concursos campesinos, música popular, torneos deportivos y muestras gastronómicas. Esta celebración ha cobrado fuerza en los últimos años, impulsando el turismo y destacando los valores culturales del pueblo chitaguense.

### 4. Fiesta de la Virgen del Carmen (16 de julio)
Muy celebrada en la zona rural, especialmente por conductores y agricultores que tienen una especial devoción por la Virgen del Carmen. Se organizan caravanas, bendiciones de vehículos y misas en distintas veredas del municipio.

### 5. Navidad y Año Nuevo
Durante diciembre, las familias de Chitagá adornan las casas con luces, pesebres y faroles. Las novenas de aguinaldos, las tradicionales “alboradas” con música y pólvora, y los juegos infantiles crean un ambiente festivo y familiar que fortalece los lazos comunitarios. Es también una temporada de reencuentros con chitaguenses que regresan desde otras ciudades del país.

## Turismo
- Puente Real
- Páramo del Almorzadero
- Casa de Teja
- Laguna el Salado
- Laguna Comagüeta
- Laguna El Tambor
- Cascada La Samaria
- Casa de Bolívar
- Hacienda El Molino

Puente Real, también conocido como Puente Bolívar, es famoso porque en sus alrededores se libró una batalla bastante cruenta durante la Guerra de los Mil Días, entre bandos Liberales y conservadores, resultando vencedores los liberales, después de poner en desbandada a los rivales y causándoles muchas bajas. Pero el puente también tiene otras connotaciones importantes, pues en sus cercanías se levanta la casa donde nació el benemérito general Ramón González Valencia, presidente de la República de Colombia de comienzos de siglo XX. También es muy nombrado por ser paso obligado para peatones y caballerías, antiguamente, se cobraba un derecho de pontazgo con tarifas diferenciales según la hora y la clase de viajero que fuera a pasar.
El puente está construido en madera y con techo de teja; está tendido sobre un amplio pozo que se forma al confluir los ríos Chitagá y Cáraba.
Desafortunadamente en la ola invernal del 2024 la estructura fue arrasada casi por completo debido a las crecientes del río Chitaga y río Caraba.￼